# Картотека Амбургера
База данных Эрика Амбургера (нем. Erik-Amburger-Datenbank) — это база данных людей иностранного происхождения, проживавших в России до 1917 года, собранная Э. Н. Амбургером.

## Описание
Эрик Николаевич Амбургер был автором ряда исследований, посвященных истории Российской империи, таких как "История государственных учреждений России, «Ингерманландия», «Пасторы евангелических церквей России с конца 16 века до 1937 г.», «Немцы в государстве, экономике и обществе России: Семья Амбургеров в Санкт-Петербурге: 1770—1920», вместе со сбором материалов по истории, в целом, он собирал также данные по истории конкретных лиц, семей, родов, родственных групп. Собранная им картотека personalia, включала к концу его жизни свыше двухсот пятидесяти тысяч лиц, а собрание поколенных росписей, охватывало почти три тысяч родов.
Амбургер завещал свою картотеку Институту Восточной Европы (нем. Osteuropa-Institut) в Регенсбурге. Картотека Амбургера содержит информацию о 106.050 персоналиях (нем.).
Электронная копия этого собрания была безвозмездно передана директором Институту Восточной Европы профессором Ульфом Бруннбауэром в Российскую национальную библиотеку, с условием, чтобы данное собрание было доступно читателям только через внутреннюю электронную сеть, то есть только в помещениях самой библиотеки.